# Natalija Nikolajewna Schachowskaja
Natalija Nikolajewna Schachowskaja (russisch Наталия Николаевна Шаховская; * 27. September 1935 in Moskau; † 20. Mai 2017 ebenda) war eine sowjetisch-russische Cellistin und Hochschullehrerin.

## Leben
Schachowskaja besuchte die Moskauer Gnessina-Musikmittelschule (D. B. Ljubkins und A. K. Fedortschenkos Klasse) mit Abschluss 1954 und studierte dann am Moskauer Konservatorium in Semjon Matwejewitsch Kosolupows Klasse mit Abschluss 1959. Es folgte die Aspirantur bei Mstislaw Leopoldowitsch Rostropowitsch (bis 1962).
Schachowskaja spielte als Solistin mit Orchestern unter Kurt Sanderling, Dmitri Georgijewitsch Kitajenko, Kirill Petrowitsch Kondraschin, Kurt Masur, Natan Rachlin, Gennadi Nikolajewitsch Roschdestwenski, Mstislaw Leopoldowitsch Rostropowitsch, Wladimir Teodorowitsch Spiwakow, Aram Chatschaturjan und Maxim Dmitrijewitsch Schostakowitsch. Ab 1964 spielte sie im Klaviertrio mit Jewgeni Wassiljewitsch Malinin und Eduard Dawidowitsch Gratsch. Zu ihrem Repertoire gehörten Werke der Klassik und Moderne sowie Stücke, die für sie komponiert oder ihr gewidmet waren. Auf Gastspielreisen trat sie in vielen Ländern auf.
Schachowskaja lehrte Violoncello 1959–1962 an der Moskauer Ippolitow-Iwanow-Musikschule und 1963–1993 an der Musikschule am Moskauer Konservatorium. Sie lehrte ab 1962 am Moskauer Konservatorium, wurde 1974 Leiterin des Lehrstuhls für Violoncello und Kontrabass mit Ernennung zur Professorin 1980 und leitete ab 2000 den Lehrstuhl für Violoncello. 1995–2000 war sie daneben Dekanin des Lehrstuhls für Saiteninstrumente des Staatlichen Ippolitow-Iwanow-Musikpädagogik-Instituts in Moskau. 1998–2004 war sie Professorin an der Russischen Gnessina-Akademie für Musik in Moskau. Seit 2000 leitete sie den Lehrstuhl für Violoncello der privaten Escuela Superior de Música Reina Sofía in Madrid.
Schachowskaja war regelmäßig Jury-Mitglied beim Tschaikowski-Wettbewerb, beim Violoncello-Wettbewerb des Prager Frühlings, beim Rostropowitsch-Violoncello-Wettbewerb in Paris, bei der ARD in Deutschland, beim Wettbewerb in Pretoria, beim Witold-Lutosławski-Violoncello-Wettbewerb in Warschau, beim David-Popper-Wettbewerb in Ungarn und beim Karl-Dawidow-Wettbewerb in Lettland. Seit 1966 war sie ständiges Jury-Mitglied des Allrussischen Wettbewerbs der Cellisten, Jury-Vorsitzende des Internationalen Tschaikowski-Wettbewerbs der Jugend (Japan, China), der Wettbewerbe in Toljatti und Wolgograd und des XIII. Tschaikowski-Wettbewerbs 2007.
Schachowskaja wurde auf dem Moskauer Friedhof Trojekurowo begraben.

## Ehrungen, Preise
- 1. Preis des Festivals der Jugend Moskaus (1957)
- 1. Preis des Kunstwettbewerbs auf dem Allunionsfestival der Sowjetischen Jugend in Moskau (1957)
- 1. Preis der Weltfestspiele der Jugend und Studenten in Moskau (1957)[3]
- 1. Preis des Allunionswettbewerbs der Musikausübenden in Moskau (1961)
- 2. Preis des Antonín-Dvořák-Violoncello-Wettbewerbs des Musikfestivals Prager Frühling (1961)
- 1. Preis des II. Tschaikowski-Wettbewerbs in Moskau (1962)
- Verdiente Künstlerin der RSFSR (1966)
- Ehrenzeichen der Sowjetunion (1971)[2]
- Volkskünstlerin der RSFSR (1979)
- Volkskünstlerin der UdSSR (1991)[4]
- Orden Alfons X. des Weisen (2014)[5]
- Orden der Freundschaft (2017)[6]
- Medaille für Verbreitung des Werks Eugène Ysaÿes (Belgien)